# Tarcutta
Tarcutta est un village australien situé dans la zone d'administration locale de Wagga Wagga, en Nouvelle-Galles du Sud. 

## Géographie
Le village est établi dans la Riverina, dans le sud de la Nouvelle-Galles du Sud, à 438 km de Sydney.
Une voie de chemin de fer la reliant à Wagga Wagga a été définitivement fermée en 1987.
L'économie du village est basée sur l'élevage des ovins et des bovins et par le fait de sa situation sur la grand route (la Hume Highway) reliant Sydney et Melbourne, d'hébergement pour les routiers qui relient les deux villes.
Le village abrite un monument à la mémoire des chauffeurs tués au volant de leurs camions.

## Démographie
| 2006 | 2016 | 2021 |
| ---- | ---- | ---- |
| 440  | 446  | 425  |